# Pusterla di Sant'Eufemia
La Pusterla di Sant'Eufemia era una delle porte minori (chiamate anche "pusterle") poste sul tracciato medievale delle mura di Milano.

## Storia
Secondo alcuni essa sarebbe stata sostituita dalla successiva Pusterla Lodovica, realizzata nel XV secolo da Lodovico il Moro (al quale deve quest'ultima il nome). 
Tuttavia secondo altri essa sarebbe andata avanti a coesistere insieme alla nuova Pusterla Lodovica, rivolte rispettivamente la prima verso sud-ovest, la seconda verso sud-est.
Storicamente corrisponderebbe alla romana Porta Erculea (III secolo) e alla successiva Porta Lodovica (XVI secolo).
La pusterla di Sant'Eufemia venne in seguito demolita: mancano però documenti che attestino questa demolizione, quindi l'anno di abbattimento della struttura è sconosciuto.